# Бердянский переулок (Киев)
Бердянский переулок (укр. Бердянський провулок) — переулок в Шевченковском районе города Киева, местность Сырец. Пролегает от Бердянской улице до тупика.
Приобщается Ясногорская улица.

## История
Переулок возник в середине XX века под названием 887-я Новая улица. Современное название получил в 1955 году.